# Декерт, Ян
Ян Декерт (1738[…], Бледзев, Любушское воеводство — 1790[…], Варшава) — польский купец и политик немецкого происхождения.
С 1760-х годов он стал одним из самых известных купцов в Варшаве. Выступал за расширение прав для мещан в Речи Посполитой, выступал против еврейских торговцев.
Как представитель Варшавы, он был избран депутатом сеймов 1784 и 1786 годов, а также Великого сейма (1788—1792). В 1789 году был избран президентом (мэром) Старого города в Варшаве.
В ноябре 1789 года созвал в Варшаве представителей 141 города Речи Посполитой. На этом съезде была разработана петиция королю и депутатам сейма с требованиями о предоставлении горожанам права личной неприкосновенности, права приобретения земельной собственности, права занимать высшие духовные и светские должности, представительства в сейме и др. Декерт организовал Чёрную процессию — марш бюргеров, которые передали петицию королю. Это был важный шаг на пути к принятию Закона о вольных королевских городах, предоставляющего гражданские права бюргерам. Часть её требований легла в основу принятого сеймом в апреле 1791 года «Закона о городах и о положении мещан».
Ян Декерт в числе других исторических персон изображён на картине Яна Матейко «Принятие польской конституции 3 мая 1791 года».